# Eoreuma
Eoreuma és un gènere d'arnes de la família Crambidae.

## Taxonomia
- Eoreuma arenella A. Blanchard & Knudson, 1983
- Eoreuma callista Klots, 1970
- Eoreuma confederata Klots, 1970
- Eoreuma crawfordi Klots, 1970
- Eoreuma densellus (Zeller, 1881)
- Eoreuma donzella Schaus, 1922
- Eoreuma evae Klots, 1970
- Eoreuma loftini (Dyar, 1917)
- Eoreuma morbidellus (Dyar, 1913)
- Eoreuma multipunctellus (Kearfott, 1908)
- Eoreuma paranella Schaus, 1922